# Epioblasma stewardsonii
Epioblasma stewardsonii är en musselart som först beskrevs av I. Lea 1852.  Epioblasma stewardsonii ingår i släktet Epioblasma och familjen målarmusslor. IUCN kategoriserar arten globalt som utdöd. Inga underarter finns listade i Catalogue of Life.